# Emirat d'Hail

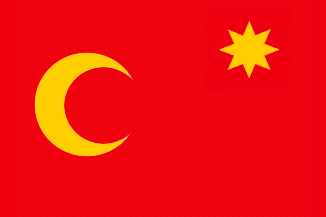
Bandera de l'emirat del Jabal Xammar o Hail.

L'emirat de Hail (del nom de la seva capital) o de Xàmmar o Jabal Xàmmar (del nom de la regió central) fou un estat del nord de la península Aràbiga governat per la dinastia Al Raixid (Banu Raixid). El país va patir l'expedició egípcia el 1819. Després d'una hegemonia al final del segle xix i començament del xx, fou conquerit pels saudites el 1921. El Nafud, la regió situada al nord-oest, que en depenia, fou ocupada pels saudites el 1922. La capital de l'estat fou la ciutat de Hail.
La bandera de l'emirat es va adoptar el 1819 imitant la bandera turca. El sol era el símbol dels musulmans nusayrites (alauites) i els Al Raixid tenien com a color de clan el vermell.

## Llista d'emirs
- Abd-Al·lah (I) ibn Alí Al Raixid (1836-1848)
- Talal ibn Abd-Al·lah Al Raixid (1847-1867)
- Mitaab (I) ibn Abd-Al·lah Al Raixid (1867-1869)
- Bandar ibn Talal Al Raixid (1869-1872)
- Muhàmmad (I) ibn Abd-Al·lah Al Raixid (1872-1897)
- Abd-al-Aziz ibn Mitab Al Raixid (1897 - 1906)
- Mitaab (II) ibn Abd-al-Aziz Al Raixid (1906 - 1907)
- Sultan ibn Hammud Al Raixid (1907 - 1908)
- Saüd (I) ibn Hammud Al Raixid (1908, mort el 1909)
- Saüd (II) ibn Abd-al-Aziz Al Raixid (1908 - 1920)
- Abd-Al·lah (II) ibn Mitaab Al Raixid (1920 - 1921, mort 1947)
- Muhàmmad (II) ibn Talal Al Raixid (1921, mort 1954)